# Тернопільський обласний клінічний шкірно-венерологічний диспансер
Тернопільський обласний клінічний шкірно-венерологічний диспансер — лікувальний заклад у Тернополі.

## Будівлі
Один з будинків, у якому розташовано диспансер є пам'яткою архітектури місцевого значення, охоронний номер 295, збудований у 1931 році — фундація Костянтина Острозького.

## Кафедра інфекційних хвороб з епідеміологією, шкірними та венеричними хворобами ТДМУ
На базі лікарні розташована кафедра інфекційних хвороб з епідеміологією, шкірними та венеричними хворобами Тернопільського державного медичного університету.

## Персонал
- Олександр Хара — головний лікар у ?—2017[1]
- Руслан Семенина — головний лікар